# Kinyeti
El Kinyeti es el pico más alto en el país africano de Sudán del Sur. Está ubicado en las montañas de Imatong en el condado de Ikotos, parte del estado de Ecuatoria Oriental, cerca de la frontera con Uganda. Kinyeti tiene una elevación de 3.187 metros (10.456 pies) sobre el nivel del mar. Hasta 2011, también fue la montaña más alta de Sudán. El grupo de montañas altas que incluyen Kinyeti, y que se extiende hasta la frontera con Uganda, a veces es llamado montañas Lomariti o Lolobai.